# José Luis Ramírez (taekwondo)
José Luis Ramírez (31 de julio de 1981) es un deportista mexicano que compitió en taekwondo.
Ganó una medalla en el Campeonato Mundial de Taekwondo de 2001, y tres medallas en el Campeonato Panamericano de Taekwondo entre los años 2002 y 2010. En los Juegos Panamericanos consiguió dos medallas en los años 2003 y 2007.

## Palmarés internacional
| Campeonato Mundial      | Campeonato Mundial              | Campeonato Mundial | Campeonato Mundial |
| Año                     | Lugar                           | Medalla            | Categoría          |
| ----------------------- | ------------------------------- | ------------------ | ------------------ |
| 2001                    | Jeju (Corea del Sur)            | Medalla de bronce  | –72 kg             |
| Juegos Panamericanos    |                                 |                    |                    |
| Año                     | Lugar                           | Medalla            | Categoría          |
| 2003                    | Santo Domingo (Rep. Dominicana) | Medalla de plata   | –80 kg             |
| 2007                    | Río de Janeiro (Brasil)         | Medalla de bronce  | –80 kg             |
| Campeonato Panamericano |                                 |                    |                    |
| Año                     | Lugar                           | Medalla            | Categoría          |
| 2002                    | Quito (Ecuador)                 | Medalla de oro     | –72 kg             |
| 2004                    | Santo Domingo (Rep. Dominicana) | Medalla de oro     | –72 kg             |
| 2010                    | Monterrey (México)              | Medalla de bronce  | –80 kg             |